# Saint-Lumine-de-Clisson
Saint-Lumine-de-Clisson (bretonisch Sant-Leven-Klison) ist eine französische Gemeinde mit 2.118 Einwohnern (Stand: 1. Januar 2022) im Département Loire-Atlantique in der Region Pays de la Loire; sie gehört zum Arrondissement Nantes und zum Kanton Clisson. Die Einwohner werden Luminais genannt.

## Geographie
Saint-Lumine-de-Clisson liegt etwa 22 Kilometer südöstlich von Nantes. Die Maine begrenzt die Gemeinde im Westen. Umgeben wird Saint-Lumine-de-Clisson von den Nachbargemeinden Monnières im Norden, Gorges im Nordosten, Saint-Hilaire-de-Clisson im Osten und Südosten, Remouillé im Süden und Südwesten, Aigrefeuille-sur-Maine im Westen und Südwesten sowie Maisdon-sur-Sèvre im Westen und Nordwesten. 
Die Gemeinde gehört zum Weinbaugebiet Gros Plant du Pays Nantais. Hier wird vor allem der Muscadet produziert.

## Bevölkerungsentwicklung
| 1962                       | 1968 | 1975 | 1982 | 1990 | 1999 | 2006 | 2017 |
| -------------------------- | ---- | ---- | ---- | ---- | ---- | ---- | ---- |
| 956                        | ???? | 997  | 1189 | 1255 | 1348 | 1725 | 2103 |
| Quellen: Cassini und INSEE |      |      |      |      |      |      |      |

## Sehenswürdigkeiten

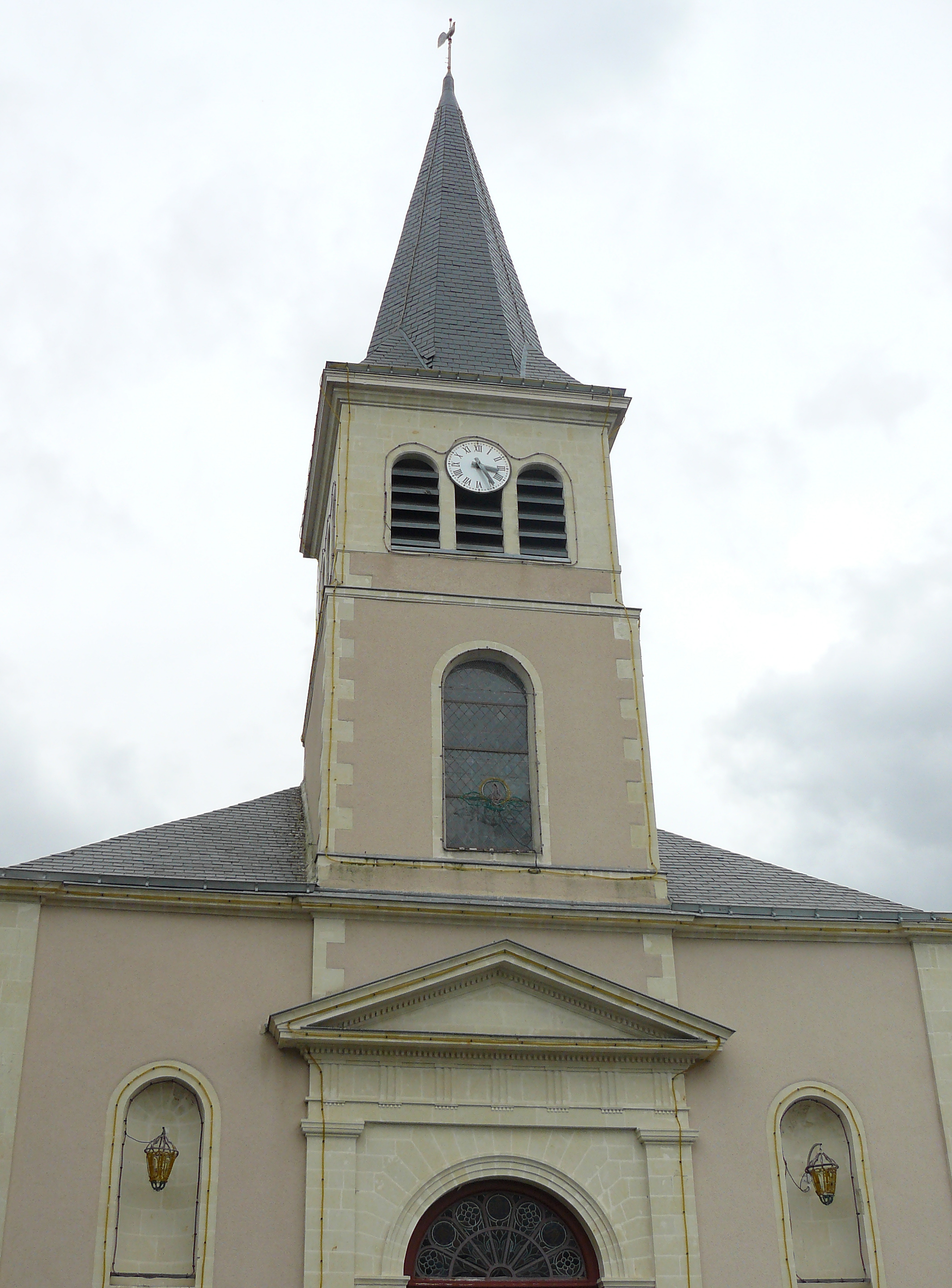
Kirche Saint-Léobin

- Kirche Saint-Léobin, im neoromanischen Stil im 19. Jahrhundert errichtet
- Kapelle Saint-Louis aus dem 18. Jahrhundert
- Schloss La Courbejollière aus dem 15. Jahrhundert, neben einer gallorömischen Villa und einer späteren Wallburg (Motte) errichtet
- Herrenhaus aus dem 16. Jahrhundert

## Gemeindepartnerschaft
Mit der italienischen Gemeinde Alatri in der Provinz Frosinone (Latium) besteht seit 2000 eine Partnerschaft.